# Brachymeles tungaoi
Brachymeles tungaoi — вид сцинкоподібних ящірок родини сцинкових (Scincidae). Ендемік Філіппін.

## Поширення і екологія
Brachymeles tungaoi є ендеміками острова Масбате. Вони живуть у вторинних вологих тропічних лісах, у порушених заростях та на сільськогосподарських угіддях, серед пухкого ґрунту, гнилої деревини. Зустрічаються на висоті від 61 до 400 м над рівнем моря.